# IRT Jerome Avenue Line
A Linha da Avenida Jerome (IRT), em inglês:  IRT Jerome Avenue Line é uma das linhas de trânsito rápido do metrô de Nova Iorque. Foi inaugurada em 12 de junho de 1917 (107 anos). Esta linha é uma secção da rede ferroviária que é operada pelo IRT (em inglês:  Interborough Rapid Transit Company), que é uma subdivisão da Divisão A do Metrô de Nova Iorque.